# Ahmar El Aïn
Ahmar El Aïn è un comune dell'Algeria, situato nella provincia di Tipasa.